# Aik Dareq
Aik Dareq is een bestuurslaag in het regentschap Centraal-Lombok van de provincie West-Nusa Tenggara, Indonesië. Aik Dareq telt 11.495 inwoners (volkstelling 2010).